# Гур, Илана
Илана Гур (ивр. אילנה גור‎; 10 июля 1936, Тверия) — израильский скульптор и дизайнер. Её работы включают скульптуру, мебель, осветительные приборы, различные изделия и инструменты, ювелирные изделия и модные аксессуары. Илана Гур работает с металлом (чугун, бронза), деревом, кожей, тканью, пластмассой и стеклом, а также изготавливает драгоценности из золота, серебра и кожи.

## Биография
Илана Гур родилась в Тверии, в семье доктора Рахели Иегудит Сапир-Вильчик и перебравшегося из Венгрии Андре Вильчика (позже вместо венгерской фамилии взял аналогичную по смыслу ивритскую — «Гур»). Её мать управляла гинекологическим отделением в больнице имени Швейцера. Её дед, доктор Иосиф Беркович Сапир, руководил родильным отделением в больнице Бикур Холим в Иерусалиме. Брат Иланы — профессор Дани Гур был кардиохирургом, сделавшим первую операцию по пересадке сердца в Израиле.
В 1956 году, когда ей было 20 лет, она переехала в США и вскоре стала известной благодаря изготавливаемым ей мужским ремням с оригинальными пряжками. В США она вышла замуж и родила двух сыновей. В настоящее время она живёт попеременно в Нью-Йорке и Яффо.
Первая выставка Иланы Гур состоялась в 1972 году в Калифорнийском музее науки и промышленности в Лос-Анджелесе. Она также выставляла свои работы во многих музеях мира, в том числе в Израиле. Так, её выставки состоялись в Тель-Авивском музее искусств, Музее Современного Искусства в Хельсинки, Музее баварского искусства в Мюнхене, Музее искусства XX века, в Вене, в Национальном музее еврейской истории в Филадельфии и во многих других.
Одной из вершин в творчестве Иланы Гур было награждение её в 1986 году престижной премией в области дизайна.
Её скульптуры установлены во многих местах Израиля. Например, статуя «Никогда больше» представлена в музее Яд Вашем в Иерусалиме, скульптура «Орел» установлена в марине (пристани для яхт) в Герцлии-Питуах, а скульптура «Женщина на ветру», установлена в парке Чарльза Клора на набережной Тель-Авива.
По словам искусствоведа Л. Гончарской, «скульптуры её — от миниатюрных статуэток до моделей весомых достоинств — затейливы и брутальны (особенно чернушно — сказочные бронзовые птицы). <…> Чтобы поддаться очарованию её работ, кому-то потребуется несколько попыток. Иные воспринимают их с первого раза, умудряясь разглядеть за нарочитой грубостью металла хрупкую, беззащитную мягкость плавящейся души».

## Музей Иланы Гур
Основная статья: Музей Иланы Гур

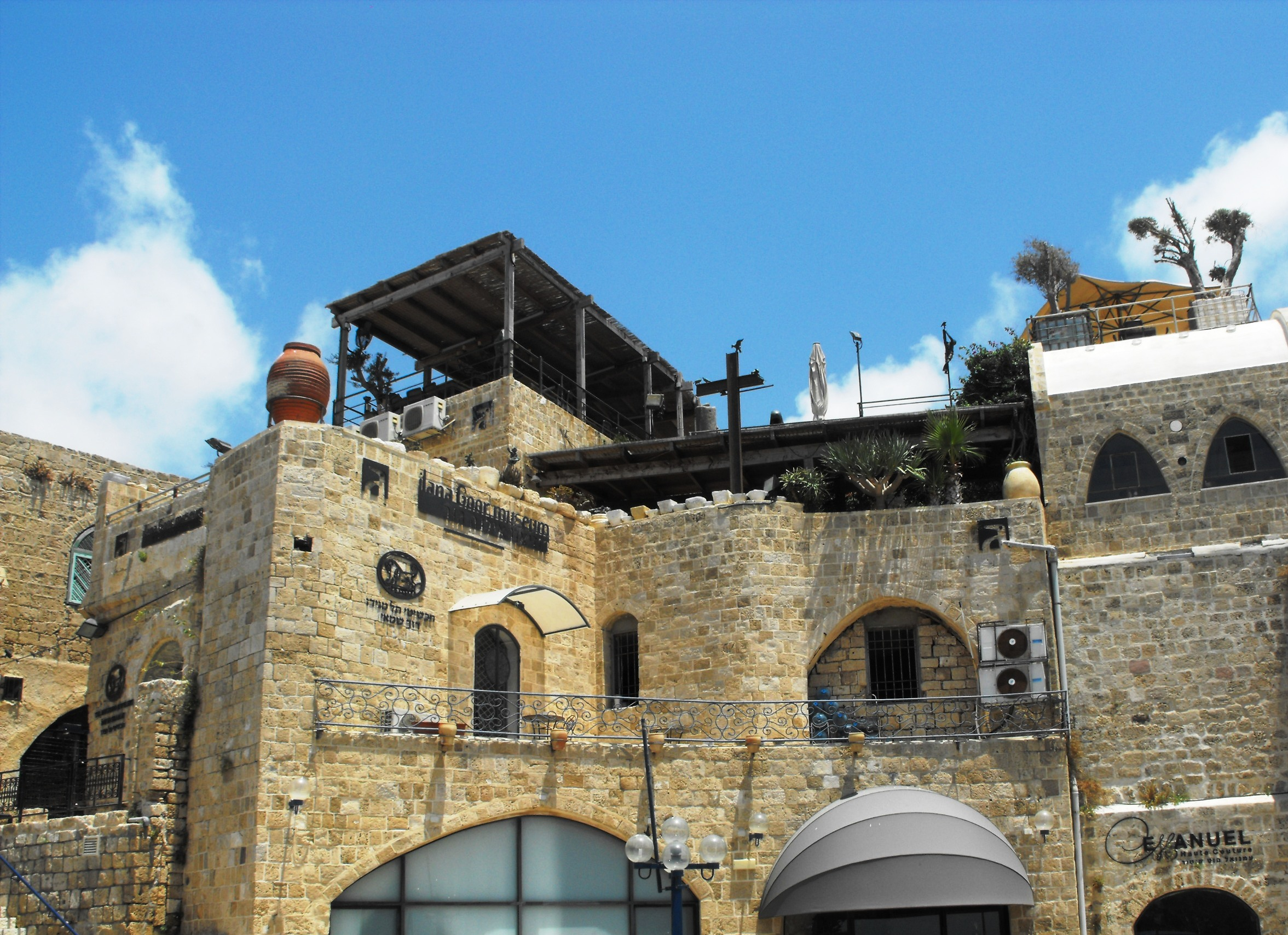
Музей Иланы Гур

В 1995 году Илана Гур открыла для широкой публики свой частный дом в Старом Яффо, превратив его в музей. В музее Иланы Гур представлены произведения скульптуры, живопись и дизайн самой основательницы, а также коллекция произведений искусства, собиравшаяся в течение более чем сорока лет.
Музей расположен в здании старого хана (караван-сарая). Экспонаты размещены на трёх этажах. В коллекции музея содержится более четырёхсот произведений израильского и международного искусства (в том числе работы молодых израильских художников), а также этнографическая коллекция, собранные художницей во время путешествий в Израиле и за его пределами. Хотя коллекция и эклектична, однако каждое помещение в музее имеет свой характер. Оригинальность музея обусловлена связями (зачастую неожиданными) как на тематическом, так и на визуальном уровне. Предметы одной коллекции и разные коллекции ведут между собой диалог, что создает необычное впечатление.

## Выставки

### Персональные выставки
- 1972 — «Люди Иланы», Калифорнийский Музей науки и промышленности в Лос-Анджелесе.
- 1976 — «Вторые люди Иланы», Калифорнийский Музей науки и промышленности в Лос-Анджелесе.
- 1976 — художественная галерея «Торэль», Тель-Авив
- 1978 — Галерея Кати Граноф, Париж.
- 1978 — Галерея «Спектра», Вена.
- 1979 — Галерея Даниэль Бен-Торан, Базель.
- 1979 — художественная галерея «Торэль», Тель-Авив
- 1979 — Галерея «Horace Richter», Яффо.
- 1981 — Художественная галерея в городе Влардинген, Нидерланды.
- 1981 — Галерея Ингрид Монсандик, Дюссельдорф.
- 1982 — Выставка «Восемь скульптур». Галерея «Horace Richter», Яффо.
- 1984 — Галерея Даниэль Бен-Торан, Базель
- 1984 — Галерея «Horace Richter», Яффо.
- 1985 — Галерея Арманда Хаммера, Нью-Йорк.
- 1986 — Галерея «Horace Richter», Яффо.
- 1986 — Экспо Искусство 1986, Нью-Йорк.
- 1987 — Музей Израиля , Иерусалим.
- 1994 — Музей дизайна, Хельсинки, Финляндия.
- 2006 — Тель-Авивском музее искусств.
- 2014 — Галерея современного искусства, Нью-Джерси.
- 2014 — Donna Karan’s Urban Zen Foundation, Нью-Йорк.

### Различные групповые выставки
- 1972 — Выставка в честь 25-летия государства Израиль, конгресс-центр, Лос-Анджелес.
- 1977 — «Скульптура», Вентури арте, Болонья, Италия.
- 1982 — Aldrich Contemporary Art Museum, Коннектикут, США.
- 1983 — Светильники Хануки, Национальный музей еврейской истории в Филадельфии, Пенсильвания, США.
- 1992 — Галерея Бернис Штайнбаум, Нью-Йорк.

## Награды
1986 — За лучший дизайн жилого пространства
2011 — Премия израильского центра строительства

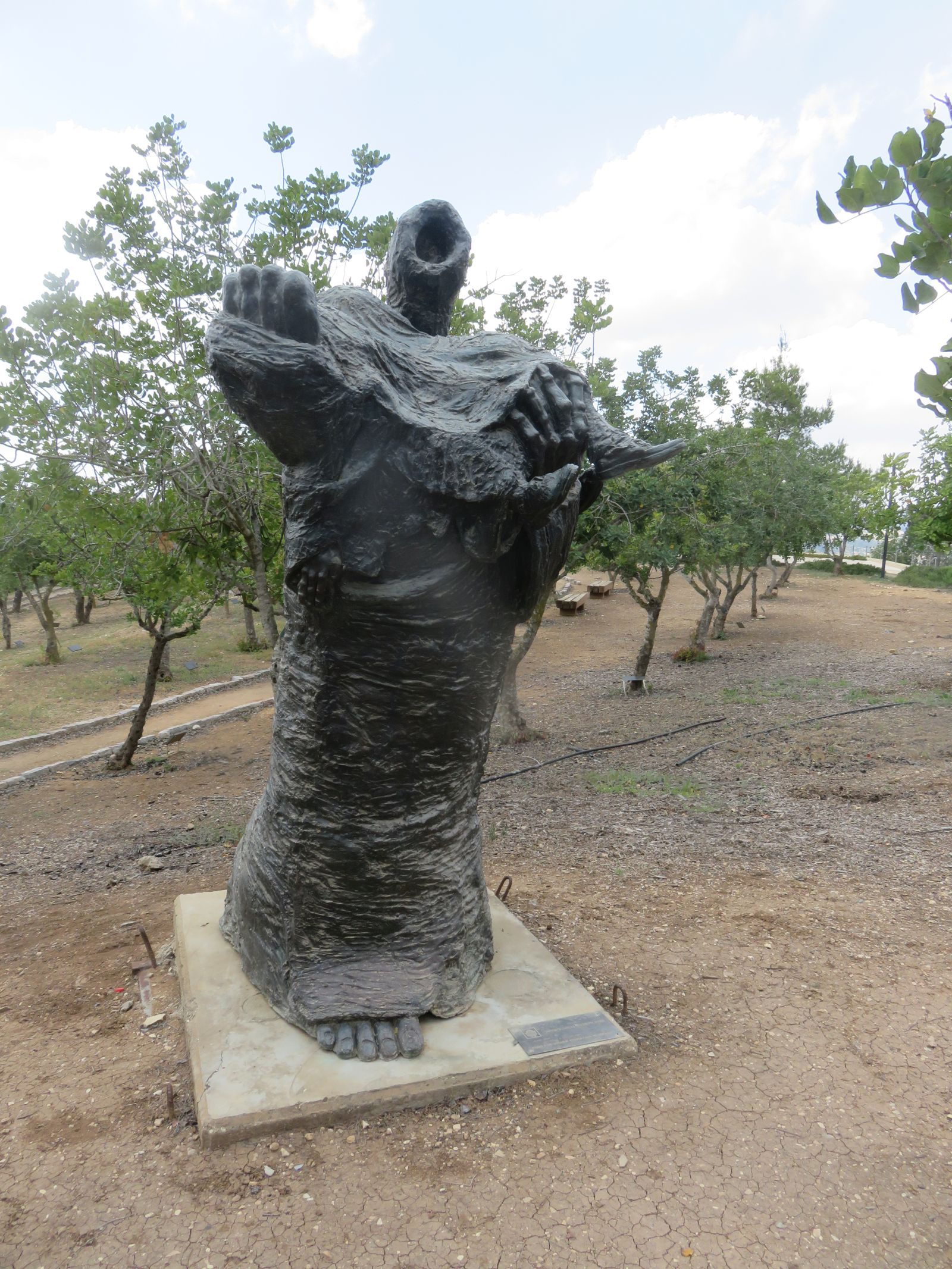
Никогда больше — статуя Иланы Гур в Музее Холокоста Яд ва-Шем в Иерусалиме.

## Скульптуры на открытом воздухе

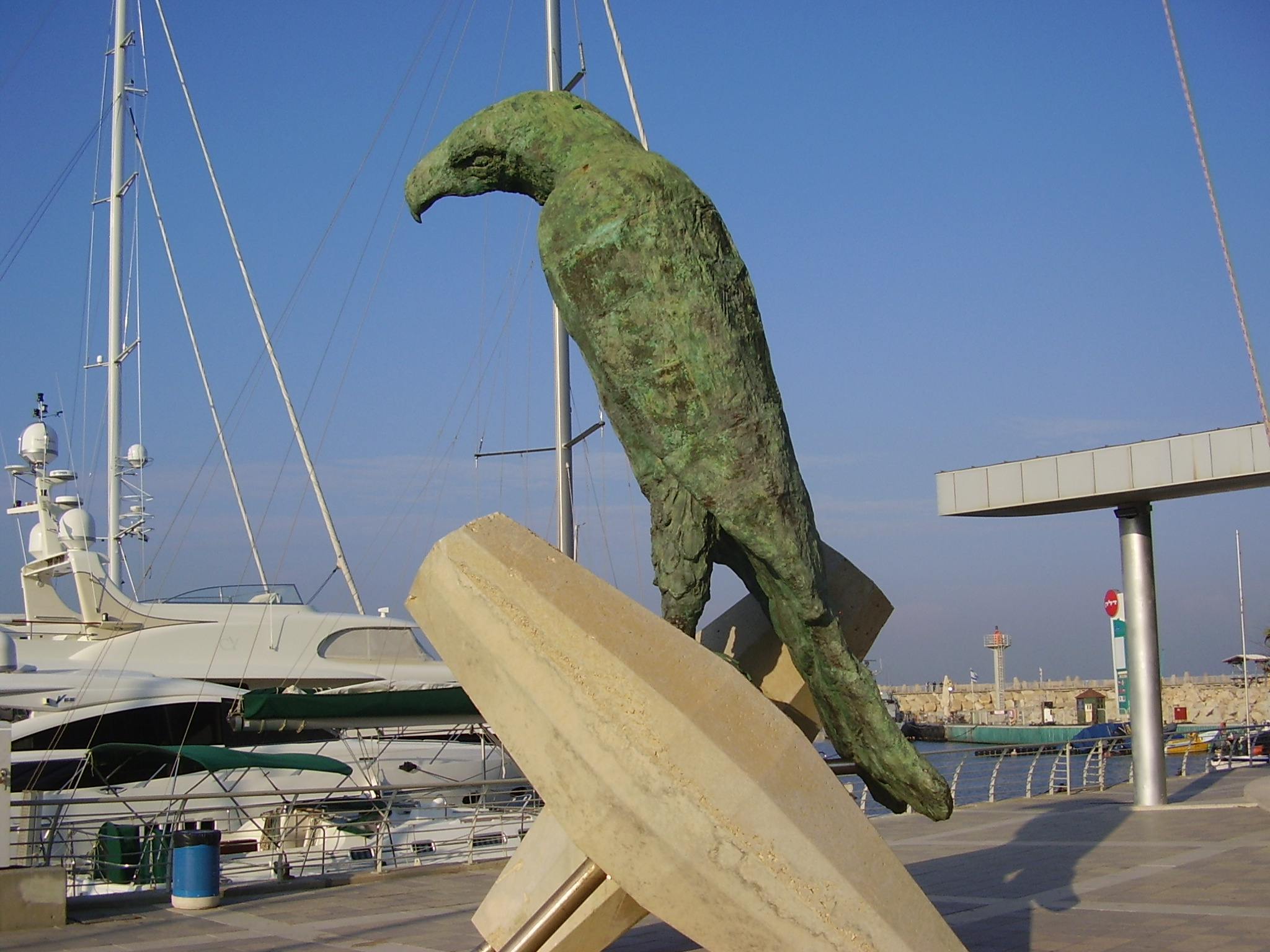
Орел, Герцлия, марина

- 1972 — Никогда больше, Яд ва-Шем, Иерусалим.
- 1973 — Мать и ребёнок, кампус Университета Хайфы
- 1977 — Утро, парк памяти, Нагария.
- 1977 — Женщина на ветру, парк Чарльза Клора на набережной, Тель-Авив.
- 1979 — Матери, Здание муниципалитета Тель-Авива-Яффо.
- 1985 — Улыбающийся кит, Старый Яффо.
- 1986 — Семья, рабочий совет, Рамат-Ган.
- 1988 — Столб памяти возле солдатского мемориала «Яд леБаним», Раанана.
- 1991 — Подъём, академический колледж «Тальпиот», Тель-Авив.
- 2001 — Группа статуй «Фламинго» на корабле «Карнавал».
- 2002 — Орел, марина (стоянка для яхт), Герцлия.
- 2007 — Две кошки на одной скамейке, кафе «Ган Сипур», Холон.
- 2009 — Материнский корабль, променад, Тверия.